# Accessio cedit principali
Accessio cedit principali (lat.) Pertinencije (dodaci predmetu) dijele pravnu sudbinu glavne stvari

## Poveznice
- Latinski u pravu